# Nothobranchius rubripinnis
Nothobranchius rubripinnis é uma espécie de peixe da família Aplocheilidae.
É endémica da Tanzânia.
Os seus habitats naturais são: rios e pântanos.